# 안무 (독립운동가)
안무(安武, 1883년 음력 6월 29일 ~ 1924년 양력 9월 7일)는 한국의 독립 운동가이다. 본명은 안병호(安秉鎬), 아호는 청전(靑田)이다.

## 생애
함경북도 경성의 무인 집안 출신으로 1899년 대한제국의 군인이 되었다. 두만강을 사이에 두고 중국과 접하는 함북 무산 등 국경 지대에서 육군 군사 훈련을 담당하는 교련관으로 근무했다.
1907년 일제에 의해 대한제국의 군대가 해산된 뒤 함북 지방에서 체육 교사로 일하다가 1910년 한일 병합 조약 체결을 계기로 동간도로 망명하면서 항일 운동에 뛰어들었다.
1919년 3·1 운동을 계기로 북간도에서 이동휘, 김약연 등과 함께 대한국민회를 조직하고 국민회군 사령관으로 취임하였다. 그는 구한국군 출신의 경험을 살려 국민회군의 훈련을 맡았으며 독립군 양성과 무장에 힘을 기울였다.
1920년에는 최진동의 군무도독부와 연합하여 대한군북로독군부(총사령관 홍범도)를 조직하고 봉오동 전투를 승리로 이끄는 성과를 올렸다. 일본은 정규군이 섬멸당한 봉오동 전투의 치욕 이후 이 지역에 토벌군을 대거 투입했고, 안무는 그해 10월 21일부터 김좌진, 홍범도와 함께 청산리 전투에도 참가하여 일본군 토벌군을 상대로 대승을 거두었다.
청산리 대첩 이후 러시아의 연해주로 이동했으며, 자유시 참변이 일어나자 다시 북간도로 돌아와 와해된 독립군 조직 재건을 위해 힘썼다.
1923년 베이징에서 열린 국민대표회의에 참가하여 국민위원으로 선출되기도 했으나, 1924년 용정(龍井)에서 일본 경찰의 습격에 총상을 입고 체포되었다. 그는 일본의 치료를 받을 수 없다며 거부하고 곧바로 사망했다.
1980년 건국훈장 독립장을 추서받았다.

## 참고자료
- 대한민국 국가보훈처, 이 달의 독립 운동가 상세자료 - 안무, 1994년 09월
- 《경향신문》, 다시쓰는 독립운동列傳 Ⅱ 중국편 - 6. 간도 국민회군 사령관 안무 (2005.7.4)